# Jezioro Chodeckie
Jezioro Chodeckie – jezioro w woj. kujawsko-pomorskim, w powiecie włocławskim, w gminie Chodecz, leżące na terenie Pojezierza Kujawskiego. Nad północno-wschodnim brzegiem jeziora leży Chodecz, a nad południowo-zachodnim znajdują się wsie Mstowo i Bogołomia.
Jezioro nie jest objęte żadną formą ochrony przyrody.

## Hydronimia

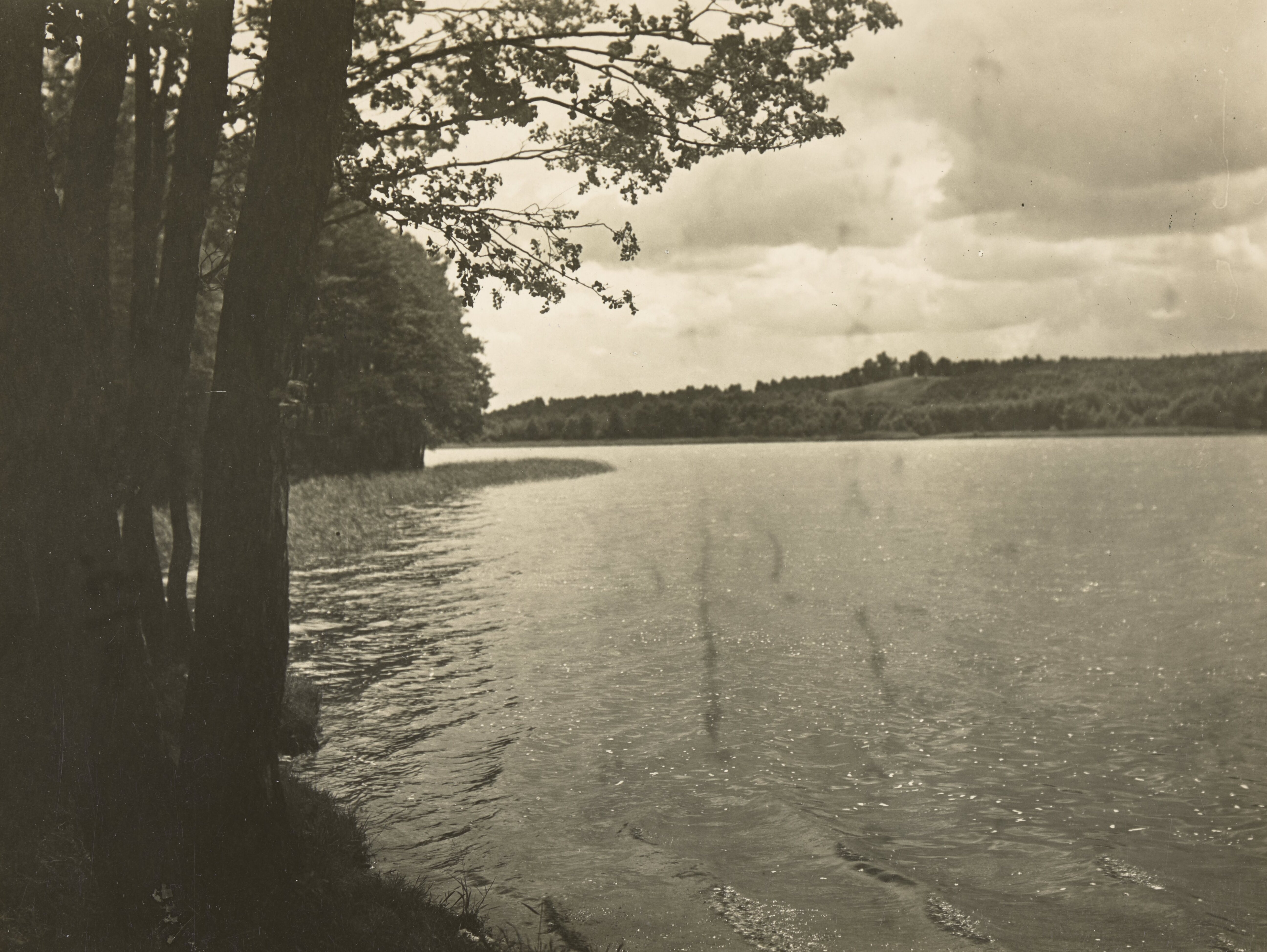
Widok jeziora przed 1939

Jezioro pojawia się w źródłach w 1880 jako jezioro Chodeckie, a następnie J. Chodeckie  (1930). Państwowy rejestr nazw geograficznych jako nazwę zestandaryzowaną akwenu podaje Jezioro Chodeckie, nie wymieniając nazw obocznych.

## Morfometria
Według danych Instytutu Rybactwa Śródlądowego powierzchnia zwierciadła wody jeziora wynosi 40,3 ha, natomiast A. Choiński, poprzez planimetrowanie na mapach 1:50 000, określił wielkość jeziora na 37,5 ha. 
Średnia głębokość zbiornika wodnego to 5,5 m, a maksymalna – 20,5 m. Objętość jeziora wynosi 2227,3 tys. m³. Maksymalna długość jeziora to 1600 m, a szerokość 350 m. Długość linii brzegowej wynosi 4050 m.
Według Atlasu jezior Polski (red. J. Jańczak, 1997) lustro wody znajduje się na wysokości 106 m n.p.m., natomiast według numerycznego modelu terenu udostępnionego przez Geoportal lustro wody znajduje się na wysokości 106,4 m n.p.m.
Według Mapy Podziału Hydrograficznego Polski leży na terenie zlewni szóstego poziomu Zlewnia jez. Chodeckiego. Identyfikator MPHP to 278615.

## Zagospodarowanie
Administratorem wód jeziora jest Regionalny Zarząd Gospodarki Wodnej w Warszawie. Utworzył on obwód rybacki, który obejmuje między innymi wody jezior Chodeckiego i Kromszewskiego (Obwód rybacki jeziora Kromszewickiego w zlewni rzeki Chodeczka nr 2). Gospodarkę rybacką na jeziorze prowadzi Gospodarstwo Rybackie Włocławek.
Jezioro pełni również funkcje rekreacyjne. W 2023 roku znajdowało się tutaj jedno kąpielisko wyznaczone zgodnie z zasadami dyrektywy kąpieliskowej – Kąpielisko - Plaża Miejska w Chodczu. W 2022 roku jakość wód tego kąpieliska oceniono jako doskonałą. W 2023 roku kąpielisko było prowadzone przez Burmistrza Chodcza.